# Dvorský les
Dvorský les (německy Hoflbusch) je vrchol v okrese Trutnov ležící v Krkonoších.

## Poloha
Dvorský les je nejvýchodnější a nejjižnější tisícovkou Krkonoš, představuje východní zakončení hlavního hřebene Rýchor. Nachází se asi 3,5 km jihozápadně od města Žacléře, asi 10 km severně od Trutnova a asi 6 km východně od Janských Lázní. Vzhledem k tomu, že se hora nachází na samém jihovýchodním konci Krkonoš, téměř na všech stranách jsou jeho svahy prudké a se značným převýšením. Pouze na severozápadě je převýšení jen asi třicetimetrové a přechází v 1,5 km dlouhý hřeben vedoucí k Rýchorské boudě a k vrcholu Kutné. Jižní výběžek Dvorského lesa tvoří Sklenářovický vrch (921 m), jihovýchodní výběžek tvoří hřeben Kámen přecházející v hřeben Březová hora a hora Vrchy (720 m). Hora se nachází na území Krkonošského národního parku; katastrálně přísluší pod Rýchory, součást města Žacléř.

## Vodstvo
Dvorský les je odvodňován potoky, které se buď vlévají zleva přímo do řeky Úpy, nebo je do ní odvádí její přítok Ličná.

## Vegetace
Dvorský les je téměř souvisle porostlý lesem. Ve vrcholových partiích jsou velmi cennými zbytky bukového pralesa s příměsí břízy, jeřábu a smrku a lokality vysokohorské květeny. Zdejší zvláštně tvarované kmeny porostlé mechem a kapradím jsou tématem mnoha fotografií. Na svazích mají převahu smrčiny. Na hřebenu směrem k Rýchorské boudě se vyskytuje borovice kleč. V okolí Sněžných bud je horská louka. 

## Komunikace a turistické trasy

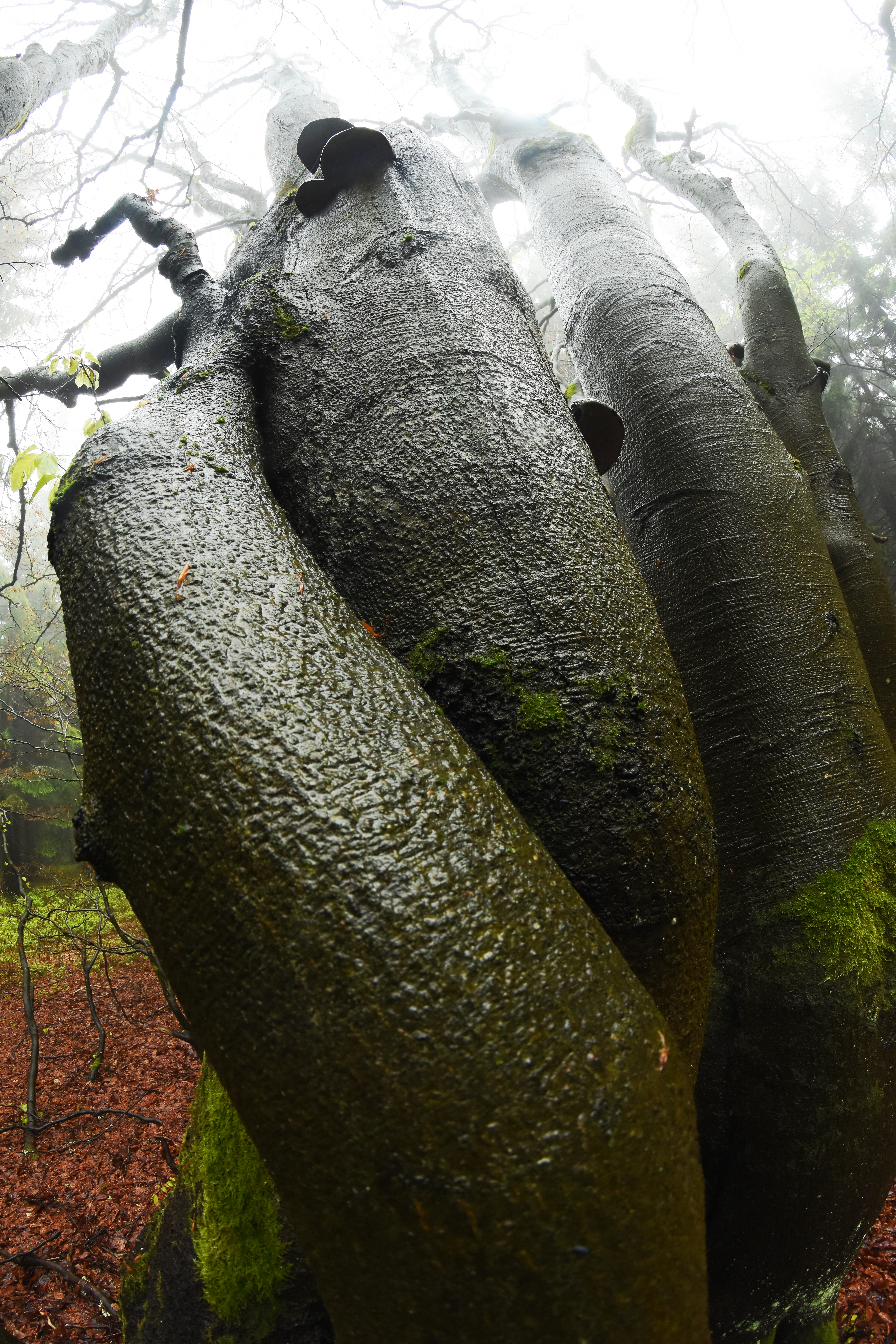
Buky v Dvorském lese

Přes vrcholové partie Dvorského lesa nevede žádná kapacitnější komunikace. Cesta dobře sjízdná pro automobil se nachází až na hřebenu u Rýchorské boudy. Ve směru od ní vede přes vrchol k dělostřelecké tvrzi Stachelberg a dále na Trutnov červeně značená Cesta bratří Čapků. Po severovýchodním svahu vede kolem Sněžných bud nedlouhá žlutě značená spojka č. 7238.

## Stavby
Na severovýchodním svahu se v nevelké vzdálenosti od vrcholu nacházejí Sněžné Domky. Jedná se pouze o dvě horské chalupy s výhledem na Broumovskou vrchovinu. Rovněž nedaleko vrcholu na jihozápadním svahu se nachází hájovna Sokolka, kde probíhá umělý odchov tetřevů.
Přímo přes vrchol Dvorského lesa prochází linie objektů lehkého opevnění budovaného zde před druhou světovou válkou proti Německu. Linie přechází vrchol ve směru z jihovýchodu na severozápad. V jihovýchodním svahu v nadmořské výšce přibližně 800 metrů se nachází pěchotní srub T-S 82, který je nejzápadnějším dokončeným objektem těžkého opevnění v rámci bývalého Československa (navazující linie těžkého opevnění měla pokračovat k severozápadu přes Dvorský les a posílit existující lehké opevnění, s její výstavbou se však už nezačalo). Na jižním svahu se v údolí Zlatého potoka nacházela dnes již zaniklá obec Sklenářovice. Ves postupně zanikla následkem vysídlení Němců z Československa.